# 飯繩山
飯繩山（日语：／ Iizuna yama），又稱飯綱山，是橫跨日本長野縣北部（北信地方）的長野市、信濃町及飯綱町的山，標高為1,917公尺。飯繩山和其支峰靈仙寺山（れいせんじやま、1,875.0 m）、瑪瑙山（めのうやま、1,748 m）等山岳合稱為飯繩山，並與戶隱山、黑姬山、妙高山及斑尾山合稱北信五岳。

## 概要
飯繩山坐落在長野市中心部往北北西直線距離約10公里的位置，並且屬於妙高火山群。飯繩山是在第三紀的凝灰岩上噴發而成的圓錐狀複式火山，其火山活動自有紀錄以來便呈現靜止的狀態。其外輪山的東部自飯繩山的山頂延伸至靈仙寺山，形成半月形的山稜線；西部地帶則因後期的火山噴發活動和由此次噴發形成的瑪瑙山、怪無山、天狗山等構成的中央火口丘，故並未保留地形的原貌。而南方則可望見笠山等數座寄生火山。

## 信仰
飯繩山自古以來是山岳信仰的靈山，並設有供奉飯繩權現的修驗道場（飯繩神社），且受到管領細川氏、上杉謙信、武田信玄、德川家康等武將的尊崇。而該山也是忍術和劍術的修業之地。

## 外部連結
- 日本の火山 飯縄山 - 産業技術総合研究所 地質調査総合センター
- 電子国土web 飯縄山
- 竹内順治, 竹下寿, 「後期猿丸階における火山活動,とくに古飯繩火山活動について : 北部フォッサマグナの下部最新統火山岩類」『地球科学』 1965年 1965巻 78号 p.1-10, 地学団体研究会, doi:10.15080/agcjchikyukagaku.1965.78_1